# Regionalfernsehen Bitterfeld-Wolfen
Das Regionalfernsehen Bitterfeld-Wolfen, auch kurz unter RBW tituliert ist der größte und ebenfalls bekannteste, private TV-Sender in Sachsen-Anhalt.

## Geschichte
Anfänglich nur als Stadtfernsehen in Bitterfeld und Wolfen war der Sendestart am 1. Oktober 1997. Ebenfalls seit 1997 sendet das RBW Vollprogramm. Mit der Zeit erweiterten sich die Sendegebiete. Mittlerweile umfasst das RBW die Landkreise Salzlandkreis, Saalekreis, Anhalt-Bitterfeld, Wittenberg sowie die kreisfreie Stadt Dessau-Roßlau. Laut der Medienanstalt Sachsen-Anhalt hat der Regionalsender eine technische Reichweite von ca. 250.000 Haushalten. Ebenfalls erweiterten sich die Produktionsstudios, so dass 2005 eins in Köthen und 2009 eins in Lutherstadt Wittenberg errichtet wurde. Das Hauptstudio befindet sich dabei weiterhin in Bitterfeld-Wolfen. Zusammen mit anderen Organisationen, wie der Mitteldeutschen Zeitung, Volksstimme und Hochschule Anhalt finanzierte das RBW Geld für den Gründerpreis Anhalt-Bitterfeld 2013. Das Regionalfernsehen wird im Sendegebiet in ca. 40 Kabelanlagen digital und analog eingespeist. Des Weiteren sind sie Sponsor beim Goitzsche-Marathon.

## Beiträge
Zu dem beliebtesten Beitrag im Jahr 2019 gehörte ein Meinungsinterview der Bürger aus Köthen über die aus Stern TV bekannt gewordene Familie Ritter.

## Unternehmen
Im Jahr 1997 wurde das Unternehmen RBW Fernsehgesellschaft mbH mit Hauptsitz in Bitterfeld-Wolfen gegründet. Die RBW Fernsehgesellschaft mbH wurde 2001 im Amtsgericht Stendal neu eingetragen. Hauptsitz neben den zwei weiteren verfügbaren Standorten ist in Bitterfeld. Das Unternehmen ist wirtschaftsaktiv. Die letzte Änderung im Handelsregister wurde am 19. Januar 2004 vorgenommen. Das Unternehmen wird derzeit von einem Geschäftsführer Lutz Hawel geführt.

## Programm
Das RBW gestaltet sein Programm hauptsächlich mit Eigenproduktionen, wofür die Redaktionen jeden Tag recherchieren. Unter folgenden Formaten sendet das RBW Nachrichten aus der Region des Sendegebiets:
- rbwAKTUELL: Tägliche Nachrichtensendung ab 18:00 Uhr mit Schwerpunkt auf alle Bereiche des Lebens. Wesentliche Programminhalte sind Nachrichten aus den Bereichen Politik, Kultur, Wirtschaft, Bildung und Freizeit[17]
- rbwSPORT: Nachrichten am Sonntag aus dem Bereich Sport[17]
- rbwINFO: Magazin am Samstag[17]

Weitere Sendeformate sind beispielsweise rbwPINS, rbwAUTOBÖRSE und rbwORTSZEIT.